# 楢己智
楢己智（ならのこち）は、古代日本の人物。楢氏の始祖とされる。秦氏。

## 概要
「己智」は古代朝鮮語で、おそらく首長を意味する語に由来する。己知、許智、巨智とも書く。『新撰姓氏録』の己智条（三一ニ － 九四〇）には、次のようにある。
佐伯有清に拠れば、『新撰姓氏録』における己智氏の本拠は、大和国添上郡楢中郷（ならなかのごう）（奈良県天理市楢町）だったという。
なお、『新撰姓氏録』の細分でも確認できるとおり、己智はあくまでも漢民族に出自する。また、同書には、三林公（みつはやしのきみ）、長岡忌寸（ながおかのいみき）、山村忌寸（やまむらのいみき）、桜田連（さくらだのむらじ）が己智の同祖とある。

## 楢己智は大楢君素止奈か
| 佐井寺僧道薬墓出土品のうち道薬の墓誌（奈良国立博物館所蔵）、表面（左）と裏面（右） |  | 佐井寺僧道薬墓出土品のうち道薬の墓誌（奈良国立博物館所蔵）、表面（左）と裏面（右） |
| 佐井寺僧道薬墓出土品のうち道薬の墓誌（奈良国立博物館所蔵）、表面（左）と裏面（右） |  |                                                                                    |

昭和33年（1958年）、奈良県天理市で墓誌と骨蔵器が発見された。その銀製の墓誌には次のようにあった。
佐井寺の僧の道薬は、大楢君素止奈の孫である、という意味である。楢の字から楢氏との関係が示唆されるが、はっきりとしたことは分からないという。発見された墓誌と骨蔵器は重要文化財に指定され、現在奈良国立博物館が所蔵する。